# Спрингфілд Тауншип (округ Делавар, Пенсільванія)
Спрингфілд Тауншип (англ. Springfield Township) — селище (англ. township) в США, в окрузі Делавер штату Пенсільванія. Населення — 25 070 осіб (2020).

## Демографія
Згідно з переписом 2010 року, у селищі мешкало 24 211 осіб у 8709 домогосподарствах у складі 6751 родини. Було 8919 помешкань
Расовий склад населення:
| - 93,4 % — білих - 3,8 % — азіатів - 1,7 % — чорних або афроамериканців - 0,1 % — корінних американців |

До двох чи більше рас належало 0,8 %. Частка іспаномовних становила 1,1 % від усіх жителів.
За віковим діапазоном населення розподілялося таким чином: 23,5 % — особи молодші 18 років, 58,8 % — особи у віці 18—64 років, 17,7 % — особи у віці 65 років та старші. Медіана віку мешканця становила 43,2 року. На 100 осіб жіночої статі у селищі припадало 93,1 чоловіків; на 100 жінок у віці від 18 років та старших — 89,9 чоловіків також старших 18 років.
Середній дохід на одне домашнє господарство становив 108 343 долари США (медіана — 98 337), а середній дохід на одну сім'ю — 121 837 доларів (медіана — 109 059). Медіана доходів становила 70 357 доларів для чоловіків та 56 427 доларів для жінок. За межею бідності перебувало 2,7 % осіб, у тому числі 2,0 % дітей у віці до 18 років та 6,1 % осіб у віці 65 років та старших.
Цивільне працевлаштоване населення становило 12 572 особи. Основні галузі зайнятості: освіта, охорона здоров'я та соціальна допомога — 32,2 %, науковці, спеціалісти, менеджери — 11,9 %, роздрібна торгівля — 9,5 %, виробництво — 8,9 %.